# Nina Braack
Nina Braack (* 5. Juli 1993 in Frankfurt am Main) ist eine deutsche Volleyballspielerin.

## Karriere
Nina Braacks Vater Hauke Braack war Volleyball-Nationalspieler und mehrfacher Deutscher Meister, ihre Mutter Gabriele war ebenfalls Volleyballerin. In ihrer Jugend lebte Nina Braack u. a. in Brüssel und in Washington und seit 2002 in Quickborn bei Hamburg. Seit 2004 spielt sie Volleyball, zunächst in den Hamburger Randvereinen 1. VC Norderstedt und SC Alstertal-Langenhorn auf der Mittelblock-Position. 2008 wechselte Braack zum VT Aurubis Hamburg, wo sie in der zweiten Mannschaft in der zweiten Bundesliga spielte. In der Saison 2010/11 spielte sie beim VC Olympia Dresden und war auch im Kader der Juniorinnen-Nationalmannschaft. Danach kehrte sie zurück zum VT Aurubis Hamburg II. Seit 2013 spielt sie als Diagonalangreiferin in der Bundesligamannschaft von Aurubis. Nach dem Rückzug des Sponsors 2016 spielte VT Hamburg mit Braack zwei Jahre in der zweiten Bundesliga.